# Імірамеша
Імірамеша — давньоєгипетський фараон з XIII династії.

## Життєпис
Ім'я Імірамеша (jmj-r mSa, Імір-меша) означає «начальник воїнів» чи «полководець». Можливо, він був військовим узурпатором, який захопив владу за підтримки армії.
Від часів його правління збереглись дві статуї, що походять із храму Пта у Танісі. Написи на статуях доводять, що Імірамеша був царем усього Єгипту. Також існують відомості, що фараон наказав збудувати собі піраміду поблизу з Мемфісом, але дотепер її не було знайдено. Імовірно, цар помер ще до початку її будівництва.